# المدرسة المهنية اوتو كراوسا

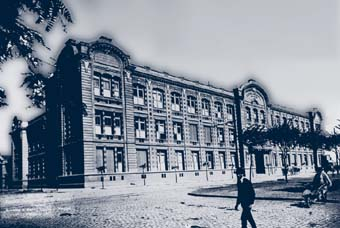
مدرسة اوتو كراوسا

مدرسة اوتو كراوسا، مدرسة مهنية في العاصمة الأرجنتينية بوينس آيرس. في عام 1995 تم إدارجها في قائمة المعالم التراثية المحلية في الارجنتين (قانون رقم : 24.491 )

## شرح
المدرسة تتواجد في تقاطع "Avenida Paseo Colón" و "Calle Chile" في منطقة سان تيلمو "San Telmo " . تم تسميتها على بانئها المعماري اوتو كراوسا ، أحد أبناء القاطنين الالمان . تم تشيد المدرسة عام 1897 و بذلك تعتبر اقدم مدرسة مهنية في البلد .
في المدرسة حوالي 2000 طالب، ويستغرق التعليم ست سنوات.

## روابط
- العنوان الرسمي
- موضوع عن المدرسة